# Fats Domino
Antoine Dominique "Fats" Domino (født 26. februar 1928 i New Orleans, Louisiana, død 24. oktober 2017) var en amerikansk R&B- og rock and roll-sanger, sangskriver og pianist. Med sit let gyngende boogie-woogie-pianospil og sin rolige rhythm and blues-sang, blev Fats Domino stilskaber for den såkaldte "New Orleans-rhythm and blues". The Fat Man, som han kaldtes, blev et af de væsentligste bindeled mellem den afroamerikanske rhythm and blues og den hvide rock'n'roll. Blandt hans største hits er "Ain't That a Shame" (1955), "Blueberry Hill" (1956), "Whole Lotta Loving" (1958), "Walking to New Orleans" (1960), "My Girl Josephine" (1960) og "There Goes My Heart Again" (1963)
Fats Domino er blandt de bedst sælgende afro-amerikanske sangere i 1950'erne og de tidlige 1960'ere og har samlet solgt mere end 65 mio. plader. I 1986 blev han optaget i Rock and Roll Hall of Fame.
Fats Domino opnåede sit første hit i 1949 med sangen "The Fat Man", der ofte nævnes som den første rockplade.